# Marat (Puy-de-Dôme)
Marat település Franciaországban, Puy-de-Dôme megyében. Lakosainak száma 805 fő (2022. január 1.). Marat Bertignat, Le Brugeron, La Chapelle-Agnon, Olliergues, Olmet, Saint-Gervais-sous-Meymont, Saint-Pierre-la-Bourlhonne és Vertolaye községekkel határos.

## Népesség
A település népességének változása:
| Lakosok száma | 838  | 830  | 837  | 816  | 814  | 813  | 814  | 810  | 805  |
|               | 2013 | 2015 | 2016 | 2017 | 2018 | 2019 | 2020 | 2021 | 2022 |